# I (kana)
い in hiragana o イ in katakana (translitterata: i) è una lettera del kana giapponese e rappresenta una mora. い è basato sulla scrittura corsiva del kanji 以, mentre イ proviene dai radicali giapponesi e più precisamente dalla parte sinistra del carattere kanji 伊. Nel moderno sistema alfabetico giapponese esso occupa la seconda posizione dell'alfabeto tra あ e う. Inoltre è la prima lettera nell'Iroha prima di ろ. L'Unicode per い è U+3044, e quello per イ è U+30A4.
È pronunciata come [i].
| Forma                          | Rōmaji | Hiragana        | Katakana        |
| ------------------------------ | ------ | --------------- | --------------- |
| Normale a/i/u/e/o (あ行 a-gyō) | i      | い              | イ              |
| Normale a/i/u/e/o (あ行 a-gyō) | ii ī   | いい, いぃ いー | イイ, イィ イー |

| \| (ya) \| (や) \| (ヤ) \| \| (yi) \| (い) \| (イ) \| \| (yu) \| (ゆ) \| (ユ) \| \| ye \| いぇ \| イェ \| \| (yo) \| (よ) \| (ヨ) \| |      |      |
| (ya) | (や) | (ヤ) |
| (yi) | (い) | (イ) |
| (yu) | (ゆ) | (ユ) |
| ye | いぇ | イェ |
| (yo) | (よ) | (ヨ) |

## Altre forme
La versione diminutiva del kana (ぃ, ィ) è usata per esprimere un suono non appartenente al linguaggio giapponese come フィ (fi).

## Scrittura

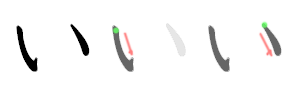
Stile di scrittura di い

L'Hiragana い è formato da due segni:
1. In alto a sinistra, un segno curvo verticale e alla fine di esso una sporgenza verso l'alto.
2. In alto a destra un piccolo segno leggermente curvato nella direzione opposta dell'altro.

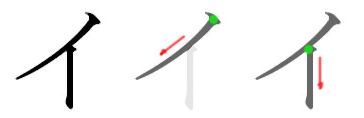
Stile di scrittura di イ

Il Katakana イ è formato da due segni:
1. In alto, una linea curva diagonale che vada da destra verso sinistra.
2. Al centro dell'altro segno, una linea verticale che punti verso il basso.

## Rappresentazione in altri sistemi di scrittura
Nel linguaggio Braille giapponese, い o イ è rappresentata con:
| ●  | － |
| ●  | － |
| － | － |

Il Codice Wabun per い o イ, è ・－.
Nell'alfabeto fonetico giapponese, si dice "いろはのイ" (Iroha no I.)